# Mucocele
Een mucocele is een slijmcyste. Ze komt even vaak voor bij mannen als bij vrouwen en heeft geen voorkeur voor leeftijd.
De mucocele wordt veroorzaakt door een verstopt speekselkliertje in de mond.
De meest voorkomende plek voor het ontstaan van een mucocele is de onderlip. Ook komen ze voor aan de binnenkant van de wang, aan de anterieure, ventrale zijde van de tong en in de mondbodem (daar meestal ranula genoemd). Een mucocele in de bovenlip is zeldzaam. Andere plekken waar een mucocele kan ontstaan zijn de neusbijholten, voornamelijk de sinus frontalis.
Klinisch onderzoek toont een blauw doorschemerende, weke zwelling van enkele millimeters tot één centimeter groot. Histologisch beeld toont een goed begrensde holte, die soms bekleed is met epitheel. De holte is gevuld met eosinofiel coangulum. Ook zijn er leukocyten en fagocyten te vinden. Daarnaast zijn tekenen van ontsteking te zien.
De behandeling van een mucocele bestaat uit excisie van de mucocele met het direct omliggende weefsel. Wordt dit niet gedaan dan is de kans op terugkeer groot.